# Brecha de Guerrero

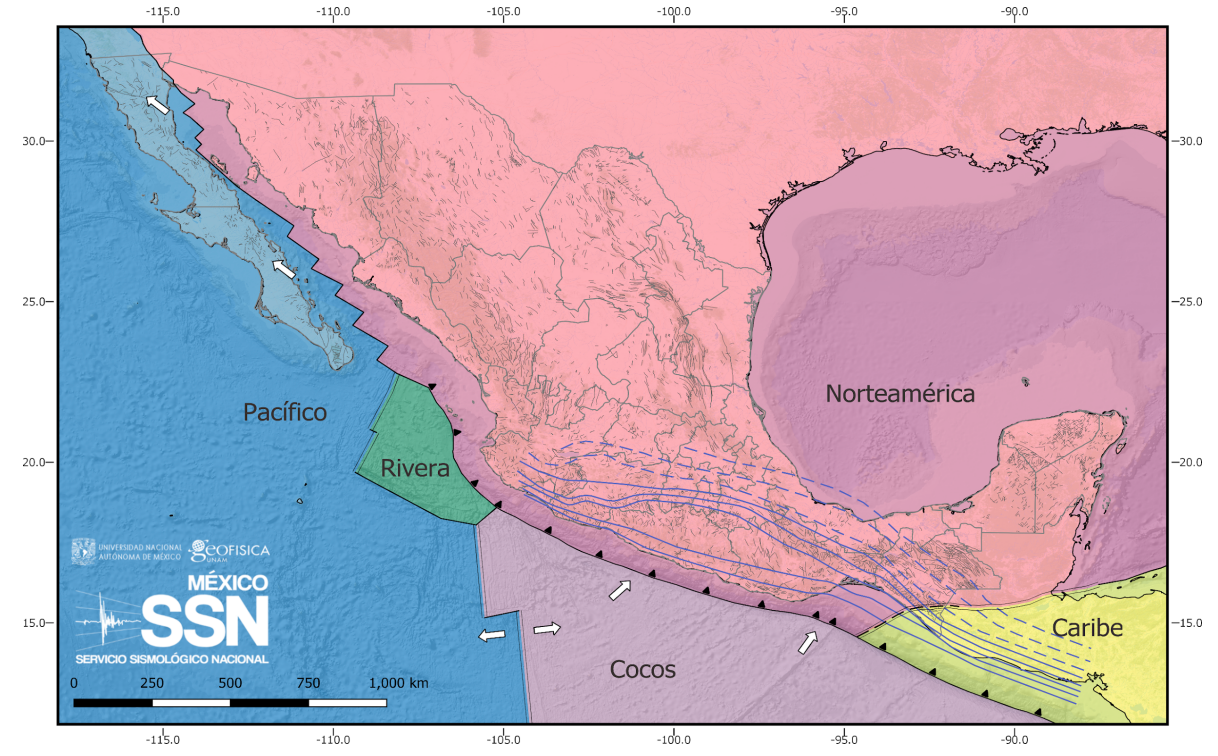
La brecha de Guerrero se ubica entre las placas de Cocos y América del Norte.

La brecha sísmica de Guerrero es una brecha sísmica con un segmento de aproximadamente 200 km que se ubica en el límite de las placas de Cocos y América del Norte. No han ocurrido grandes terremotos de empuje de subducción en la parte noroeste de la brecha desde 1911. Si toda la brecha se rompiera en un terremoto, daría lugar a un evento de magnitud 8.1 – 8.4Mw. Tal evento podría ser devastador para Acapulco y otras ciudades del estado de Guerrero, así como para la Ciudad de México.
En previsión del terremoto, la región ha sido instrumentada con sismógrafos, acelerógrafos y receptores GPS; también se han realizado varios simulacros en México con hipótesis de un evento en la brecha de Guerrero.  
El 7 de septiembre de 2021, un sismo de magnitud 7.1Ms (SSN) sucedió cerca de la costa de Guerrero; muy cerca de la brecha de Guerrero, en el borde oriental de la brecha sísmica de Guerrero.

## Contexto tectónico
El régimen tectónico en la costa de Guerrero, en el centro de México, está dominado por la subducción de la placa de Cocos debajo de la placa de América del Norte. La losa subducida alcanza una profundidad sísmica máxima de unos 60 km. La región de la costa de Guerrero está marcada por una brecha sísmica bien definida en la que no ha ocurrido un gran terremoto desde 1911, conocida como la brecha sísmica de Guerrero. Esta región está sísmicamente definida por una interfaz de empuje activa, que se extiende a una profundidad anómalamente somera de 25 km.

### Terremotos lentos
Un terremoto lento es un evento discontinuo, similar a un terremoto, que libera energía durante un período de horas a meses, en lugar de los segundos a minutos característicos de un terremoto típico. Detectados por primera vez mediante mediciones de deformación a largo plazo, la mayoría de los terremotos lentos ahora parecen ir acompañados de flujo de fluido y temblor relacionado, que se puede detectar y localizar aproximadamente utilizando datos del sismómetro filtrados adecuadamente (generalmente filtrados de 1-5 Hz).
Recientes observaciones geodésicas continuas, posibles gracias al despliegue generalizado de receptores GPS, han revelado que los eventos de deslizamiento lento o los terremotos lentos en la placa son un fenómeno relativamente común. Tales observaciones prometen revolucionar nuestra comprensión del proceso de la fuente del terremoto, la interfaz de acoplamiento, el ciclo sísmico y la reología de la placa interfaz.
Dos terremotos lentos han sido reportados en la brecha sísmica de Guerrero. El primer terremoto silencioso ocurrió en 1998. Fue detectado por un receptor GPS continuo en Coyuca de Benítez, la única estación en funcionamiento en ese momento. El segundo fue más activo y mucho más grande, comenzó en enero de 2002, y duró alrededor de cuatro meses. Fue registrado por siete receptores GPS continuos ubicados sobre un área de ~550x250 km2 y la energía liberada equivalió a un sismo de magnitud 7.6Mw. En varios artículos científicos se concluyó que los datos podrían interpretarse mediante uno de dos modelos extremos. Un modelo implica aumento del peligro sísmico en la brecha de Guerrero (deslizamiento sólo sobre la zona de transición), mientras que el segundo modelo apunta a la disminución del peligro (deslizamiento que se extiende sobre la zona sismogénica).

## Escenarios para sismos
Se presume que la brecha sísmica de Guerrero es una fuente importante de peligro sísmico y de tsunami a lo largo de la zona de subducción mexicana. Si toda la brecha se rompiera en un terremoto, daría lugar a un evento de magnitud 8.1 – 8.4Mw.

### Impacto
Un evento mayor, a magnitud 8.0 en la brecha de Guerrero, sería devastador para toda la costa por el terremoto y el posterior tsunami, y para ciudades con efectos de suelo como la Ciudad de México. La Ciudad de México es vulnerable a los terremotos y particularmente este podría generar un daño significativamente alto. La razón principal de esto es la geología de la superficie de la zona, especialmente el centro de la ciudad. La ciudad fue construida originalmente en una isla en el medio del lago Texcoco, y las reglas aztecas construyeron diques para prevenir inundaciones, mientras que las reglas coloniales españolas drenaron más adelante los lagos en un proyecto hidráulico masivo (conocido como el Desagüe) en respuesta a las inundaciones periódicas importantes. La geología cercana a la superficie de esta área se clasifica en tres secciones: el antiguo lecho del lago, que es arcilla blanda de ceniza volcánica con un alto contenido de agua, un área de piedemonte, gran parte de la cual está cubierta por 5 a 30 metros de lava de menos de 2.500 años de antigüedad, y una antigua zona del delta del río.
En el lecho del lago histórico, el limo predominante y los sedimentos de arcilla volcánica amplifican la sacudida sísmica. El daño a las estructuras se ve agravado por la licuefacción del suelo, que causa la pérdida de soporte de los cimientos y contribuye a el asentamiento espectacular de grandes edificios.

## Preparación
Ante la posibilidad de un sismo mayor a magnitud 8.0 en la brecha de Guerrero, se ha generado preparación tanto en la población con simulacros, así como en la comunidad científica, instalando instrumentación sísmica en toda la costa de Guerrero para el inminente sismo y sus posteriores registros que ayuden a entender el sismo de mejor manera, y el comportamiento de la brecha de Guerrero durante el sismo.